# .219 Zipper
.219 Zipper набій створений компанією Winchester Repeating Arms в 1937 для використання в важільній гвинтівці Модель 64. Він створений на базі набою .30-30 Winchester, шляхом звуження дульця до .22 калібру. Marlin Firearms також пропонували гвинтівку Marlin Model 336 (Marlin 336 Zipper) під цей набій.
У той час як .219 Zipper повинен був конкурувати з іншими тогочасними набоями проти шкідників, в більшості важільних гвинтівок використовувалися трубчасті магазини в яких було заборонено використовувати гостроносі кулі. Це викликало проблеми з точністю. Компанія Winchester припинила виробництво набоїв .219 Zipper в 1962 році, компанія Remington Arms незабаром також припинила виробництво набоїв. Гільзу набою .219 Zipper використали при створенні набою .219 Donaldson Wasp, крім того в 1937 році П.О. Еклі створив набій .219 Zipper Improved.  Набої Chucker та  Super-chucker від Леслі Ліндала, а також кустарні модифікації гільзи від Герві Лавелла, Леслі Кілбурна та В. Ф Вікері також мали чудову балістику при стрільбі з міцних однозарядних та магазинних гвинтівок з ковзним замком.
Через плаский та заокруглений ніс кулі швидко втрачали швидкість, тому набій .219 Zipper підходить для полювання на дрібну дичину або шкідників, в тому числі на вовків або койотів, та навіть оленів якщо заряджено кулю вагою 55 гран. Він непогано працює в зброї під фланцеві набої, наприклад, в Steyr-Mannlicher M1895 або Lee–Enfields, але не замками типу Mauser, хоча в гвинтівці Winchester Модель 70, також використано замок типу Mauser, але його успішно адаптовано для фланцевих та напівфланцевих набоїв, наприклад, .220 Swift та .219 Zipper.

## Замітка
Балістичні дані стосуються максимальних навантажень, визначених авторами Accurate Arms. Вони базуються на гвинтівці Winchester Модель 64, яка заряджалася набоями .25-35 WCF та .30-30 Winchester, а не за специфікаціями SAAMI.